# Alexandre-Claude Payn
Alexandre-Claude Payn (6 juin 1760, Moussey - 24 septembre 1842, Prunay-Saint-Jean), est un homme politique français.

## Biographie
fils d'Edme Payn et de Jeanne Berthelin, il est avocat à Troyes au moment de la Révolution. Il acquiert par la suite une charge d'avoué.
Nommé adjoint au maire de Troyes sous l'Empire, il remplit par intérim les fonctions de maire du 19 juillet 1809 au 15 février 1810. Ayant, lors de l'invasion, montré autant de courage que de dévouement, et sauvé la ville du pillage dont les Prussiens la menaçaient, il reçut, de ses concitoyens, une épée d'honneur le 13 novembre 1814. 
Le 8 mai 1815, il est élu représentant à la Chambre des Cent-Jours par le collège de département de l'Aube.
Rentré dans la vie privée à la seconde Restauration, il reprend la direction de l'administration municipale aux journées de Juillet 1830, et est de nouveau maire de Troyes du 16 novembre 1830 au 15 février 1835. 

## Publications
- L'Homme et la femme, poésies (1836)
- Dictionnaire de pensées, maximes, sentences et réflexions

## Sources
- « Alexandre-Claude Payn », dans Adolphe Robert et Gaston Cougny, Dictionnaire des parlementaires français, Edgar Bourloton, 1889-1891 [détail de l’édition]